# Língua meniém
A língua meniém é uma língua extinta pertencente ao tronco linguístico macro-jê, falada em Belmonte (Bahia).

## Vocabulário
Vocabulário meniém recolhido por Wied:
| Português           | Menién   | Comentários                               |
| ------------------- | -------- | ----------------------------------------- |
| água                | sin      | n só em parte                             |
| alto                | insché   |                                           |
| anta                | eré      | e indistinto                              |
| arco                | huán     |                                           |
| areia               | ae       |                                           |
| árvore              | hí       |                                           |
| banana              | incrú    |                                           |
| barba               | jogé     | g como gu                                 |
| boca                | jniatagó |                                           |
| bom (não é)         | saú      |                                           |
| bonito              | ingote   | i indist.                                 |
| braço               | ighia    | indist.                                   |
| cabeça              | inro     | n só pela metade                          |
| cabelo              | iningé   |                                           |
| caminho             | schá     |                                           |
| cão                 | jaki     |                                           |
| capim               | assó     |                                           |
| carne               | kioná    |                                           |
| casa                | tuwuá    |                                           |
| chover              | sí       |                                           |
| cobra               | tí       |                                           |
| comer               | jicuá    |                                           |
| comprido            | insché   |                                           |
| coração             | niroschi |                                           |
| criança             | canaiu   |                                           |
| cutia               | onschó   |                                           |
| deixe-nos ir        | niamu    |                                           |
| dedo                | jo       | ambas as letras audíveis                  |
| dormir              | jundun   | un pela metade                            |
| espinho             | inschá   |                                           |
| estrela             | pinia    |                                           |
| faca                | keaio    |                                           |
| feio                | saú      | a e u ouvem-se destacados                 |
| filho               | camajó   |                                           |
| flecha              | hain     |                                           |
| fogo                | jarú     | (i)                                       |
| galinha             | saschá   |                                           |
| gambá               | cansché  |                                           |
| gato                | intan    |                                           |
| hoje                | inu      | i acent.                                  |
| homem               | cahé     |                                           |
| ir (depressa)       | ni       |                                           |
| irmão               | ató      |                                           |
| jacaré              | ué       |                                           |
| leite               | anju     |                                           |
| lua                 | jé       |                                           |
| macaco              | caun     | mesma pronúncia da palavra portuguesa cão |
| mandioca            | kaiú     |                                           |
| mão                 | incrú    |                                           |
| mata                | antó     | o breve                                   |
| milho               | kscho    | mal dist.                                 |
| morder              | imbró    |                                           |
| morrer              | juni     |                                           |
| morto               | scha-úia |                                           |
| mulher              | schá     |                                           |
| nariz               | inschiwó |                                           |
| negro               | coatá    |                                           |
| noite               | utá      |                                           |
| olho                | imgutó   |                                           |
| onça (jaguaretê)    | kakiamu  |                                           |
| orelha              | incogá   |                                           |
| ovo (de galinha)    | sacré    |                                           |
| pau                 | hintá    | hin pelo nariz                            |
| peixe               | há       | nasal                                     |
| pena                | ingé     | gé como gué portug.                       |
| pequeno             | intan    |                                           |
| pescoço             | inkió    | com os dentes cerrados                    |
| porco               | cuiá     |                                           |
| povo (homens)       | tují     |                                           |
| preto               | cuatá    |                                           |
| quente              | aniunggu |                                           |
| raiz                | kiají    |                                           |
| rio                 | sin      |                                           |
| sal                 | schukí   |                                           |
| sangue              | isó      | i indist.                                 |
| sim                 | inu      |                                           |
| sol                 | schiojí  |                                           |
| tamanduá(-bandeira) | tamanduá |                                           |
| tatu                | pá       | palat.                                    |
| terra               | é        |                                           |
| tigela              | enan     | e breve                                   |
| um                  | wetó     |                                           |
| velho               | schoeo   | pron. todas as letras                     |
| vem!                | ni       | como entre os botocudos                   |
| vento               | juá      |                                           |
| ventre              | jundu    |                                           |